# 17170 Vsevustinov
17170 Vsevustinov è un asteroide della fascia principale. Scoperto nel 1999, presenta un'orbita caratterizzata da un semiasse maggiore pari a 2,2376638 UA e da un'eccentricità di 0,1376138, inclinata di 7,02377° rispetto all'eclittica.